# Casa Agustín de Castro

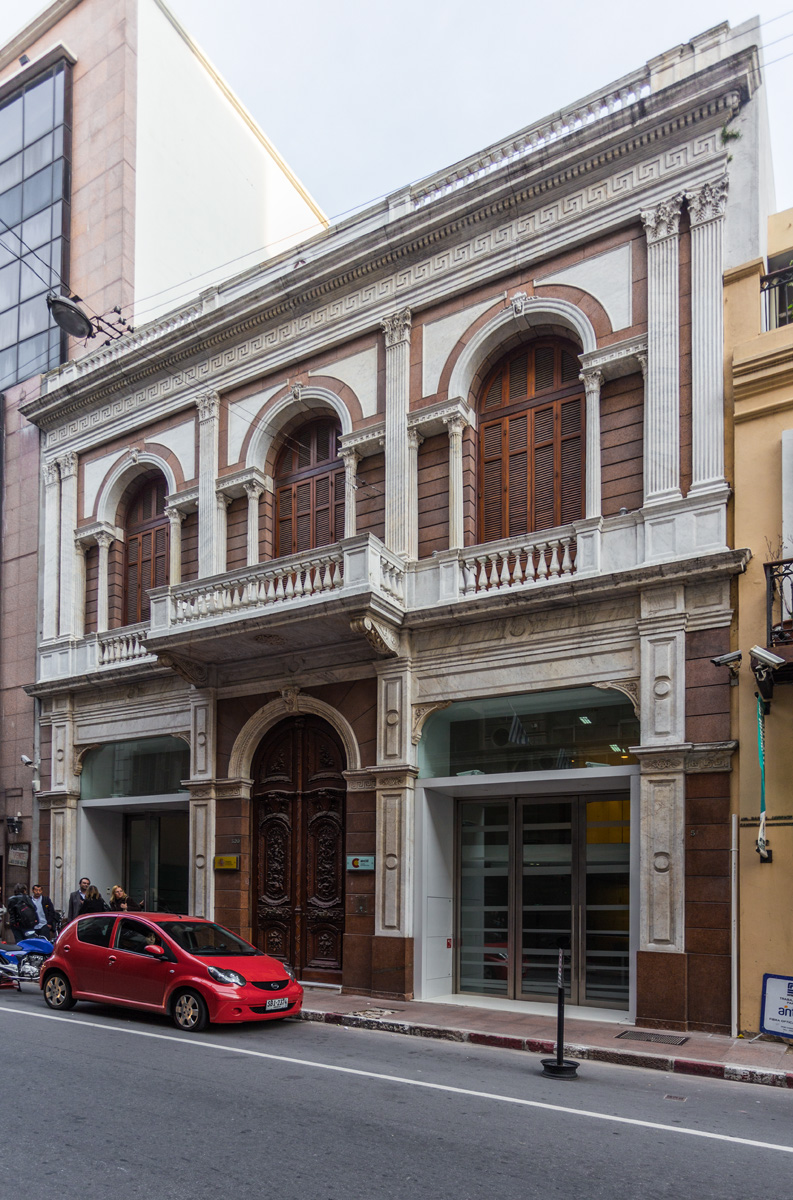
Casa Agustín de Castro

Das Casa Agustín de Castro ist ein Bauwerk in der uruguayischen Landeshauptstadt Montevideo.
Das 1878 errichtete Casa Agustín de Castro befindet sich in der Ciudad Vieja an der Calle 25 de Mayo 520 zwischen den Straßen Ituzaingó und Treinta y Tres. Architekt des Bauwerks mit der eklektizistischen, vom italienischen Klassizismus inspirierten Fassadenarchitektur, die über einen Balkon über dem Eingangsportal verfügt, war Juan Alberto Capurro. Das zwölf Meter hohe, zwei Stockwerke beinhaltende Gebäude wurde ursprünglich als Wohnhaus für Agustín de Castro konzipiert. Es besitzt eine Grundfläche von 560 m², beherbergt heutzutage ein Schulungszentrum und dient als Sitz des Centro de Formación de la Agencia Española de Cooperación Internacional. 2007 fand ein Wettbewerb zur Restaurierung des Gebäudes statt. Francesco Comerci zeichnet als Architekt für deren Planung verantwortlich.
Seit 1975 ist das Gebäude als Monumento Histórico Nacional klassifiziert.